# Ano

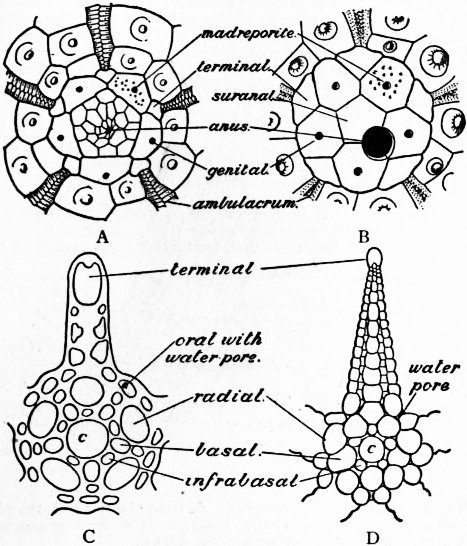
Tavola raffigurante in alto l'apertura anale di un riccio di mare.

L'ano (dal latino anus: cerchio, orifizio), o apertura anale, negli animali proctodeati è lo sbocco secondario verso l'esterno dell'apparato digerente, opposto alla bocca. Si tratta di una struttura anatomica complessa deputata al controllo della defecazione.

## Origine
Lo sviluppo dell'ano è stata una tappa importante nell'evoluzione di animali pluricellulari. In effetti, sembra avere avuto successo almeno due volte, seguendo percorsi diversi nel protostomi e deuterostomi. Questo è stato accompagnato da altri importanti sviluppi evolutivi: il piano a simmetria bilaterale del corpo; il celoma, una cavità interna che ha fornito lo spazio per un sistema circolatorio e, in alcuni animali, formato uno scheletro idrostatico; metamerismo, in cui il corpo è stato costruito di ripetuti "moduli" che potrebbe in seguito specializzarsi, eccetera. Nei deuterostomi (Echinodermi, Emicordati e Cordati) l'ano si origina dal blastoporo all'inizio della gastrulazione; nei protostomi (Anellidi, Artropodi, Molluschi e altri Invertebrati) l'ano si forma in una fase successiva dello sviluppo embrionale.

## Nei deuterostomi

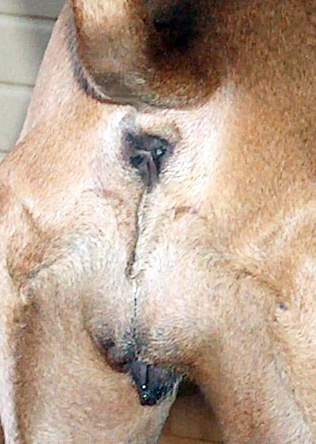
Ano nel cane

Tra i deuterostomi, i vertebrati anfibi, rettili e uccelli usano l'orifizio stesso per espellere i rifiuti liquidi e solidi, per l'accoppiamento e la deposizione delle uova; questo orifizio è conosciuto come cloaca. 
Anche i monotremi hanno una cloaca, una caratteristica ereditata dai primi amnioti via terapsidi. 
I marsupiali hanno due orifizi inferi: uno per espellere entrambi, solidi e liquidi, l'altro per la riproduzione, che appare come una vagina in femmine e un pene nei maschi. 
Femmine di mammiferi euteri hanno orifizi completamente separati per la defecazione, minzione e la riproduzione, i maschi hanno un'apertura per la defecazione e un altro sia per la minzione sia per la riproduzione, anche se i canali sono quasi completamente separati.

## Nella specie umana

### Anatomia

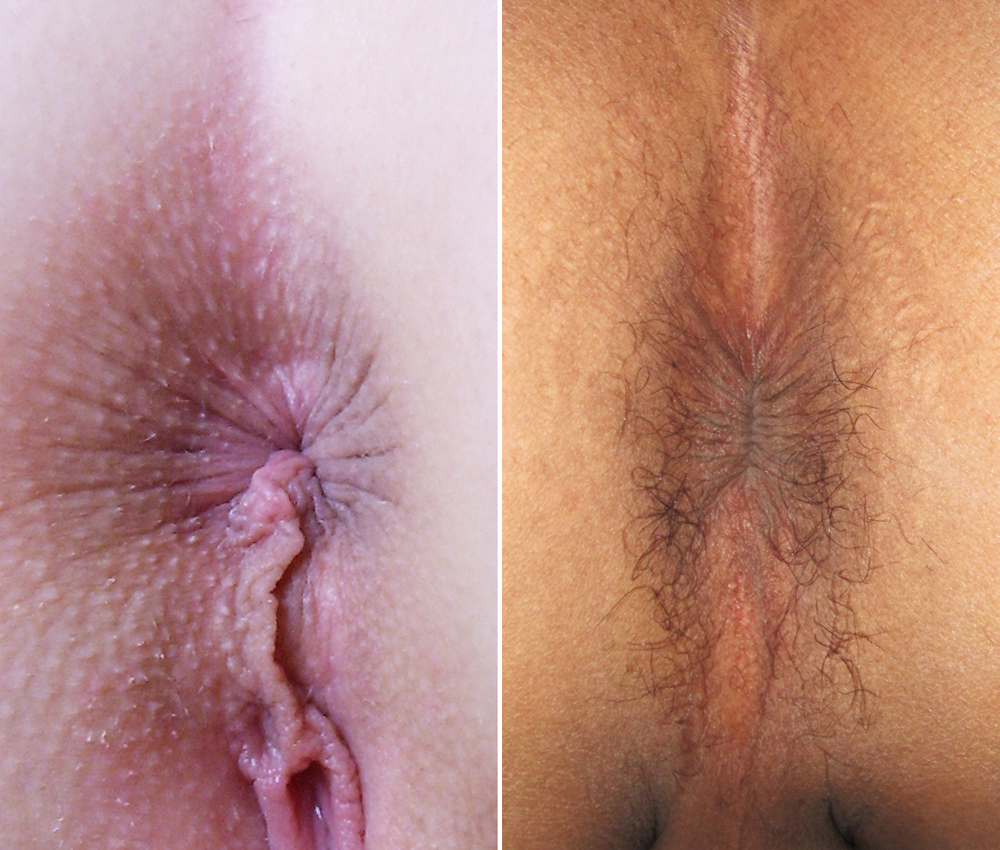
L'ano di una femmina con un prominente rafe perineale (a sinistra) e un maschio con peli pubici anali (a destra).

L'ano è la porzione più distale del tubo digerente, funzionalmente preposto all'espulsione di feci e gas.
È un canale di forma grossolanamente cilindrica, lungo circa 4 cm, con decorrenza dall'alto verso il basso e dall'avanti all'indietro, angolato rispetto al retto con un angolo di ampiezza di circa 90 gradi. È in rapporto anteriormente con l'uretra membranosa e bulbare nel maschio e con il terzo inferiore della vagina nella femmina, dai quali è separato dal muscolo trasverso del perineo. Lateralmente è in rapporto con le fosse ischio-rettali, da cui è separato dai due muscoli elevatori dell'ano.

#### Canale anale
La configurazione interna mostra alcune linee chiamate una il solco intermuscolare (o linea bianca di Hilton) e l'altra linea ano-rettale (detta anche pettinata o linea dentata), che è costituita dalle papille anali, in rapporto verso l'alto con le colonne rettali (del Morgagni). All'interno di tali papille si apre per ognuna di loro una cripta anale, in numero variabile da 10 a 15, di rilevanza fondamentale per l'origine della patologia degli ascessi anali.
La mucosa è costituita da epitelio ghiandolare nella porzione più prossimale, che a partire dalla linea dentata progressivamente, mediante epitelio di transizione, diviene epitelio piatto.
La vascolarizzazione arteriosa è fornita dalle arterie emorroidarie inferiori, rami delle pudende.

#### Vene e arterie
Il drenaggio venoso è assicurato dalle vene emorroidarie inferiori, tributarie, mediante le vene pudende interne, del sistema cavale. Peraltro è necessario ricordare la relazione anatomica tra le vene emorroidarie inferiori e le vene emorroidarie superiori, che assicurano il drenaggio venoso del retto: i due sistemi venosi comunicano grazie al plesso emorroidario. Per questi fondamentali rapporti vascolari è possibile che si verifichino ectasie delle vene emorroidarie inferiori (emorroidi esterne) nei casi di ipertensione portale.
Il drenaggio linfatico avviene secondo tre principali direttrici: verso l'alto attraverso i linfatici lungo l'arteria emorroidaria superiore che si origina dall'arteria mesenterica inferiore; lateralmente attraverso i linfatici che decorrono a ridosso delle aa. ipogastriche; in basso, verso i linfonodi inguinali superficiali, attraverso i linfatici della cute del perineo.

#### Muscolatura
La continenza è assicurata dall'apparato sfinteriale, costituito dal muscolo sfintere anale interno e dal muscolo sfintere anale esterno. Il primo è formato da fibre muscolari lisce, il secondo, più sviluppato nelle donne, da fibre muscolari striate disposte in tre strati: strato sottocutaneo, strato superficiale e strato profondo; tale muscolo, posto sotto il controllo motorio volontario, è innervato dalla branca perineale del IV nervo sacrale e dai nervi emorroidari inferiori.
Altri muscoli interessati sono il muscolo elevatore dell'ano, che si suddivide in pubo-coccigeo, pubo-rettale e ileo-coccigeo e il muscolo corrugatore della cute dell'ano.

### Istogenesi
L'invaginazione ectodermica, separata dal canale alimentare dalla membrana cloacale, costituisce il proctodeo, che diviene l'apertura anale dopo la degenerazione della membrana stessa. La cloaca, a partire dalla V settimana, viene separata da un setto in una porzione anteriore, il seno urogenitale, in cui sboccano il peduncolo allantoideo e i dotti escretori mesonefrici, e in una porzione posteriore, in cui sbocca il tubo digerente. Dal setto si originerà il perineo, mentre dalla parte interna del seno urogenitale si differenzierà la vescica urinaria e da quella esterna l'uretra. Il tratto terminale dell'intestino, il retto, terminerà nell'apertura anale, circondata dagli sfinteri muscolari dotati di muscolatura striata e liscia.

### Patologia

#### Sintomi
- Proctorragia, emissione del sangue dall'ano
- Mucorrea, emissione di muco
- Dolore anale, caratteristico per alcune patologie come la ragade anale
- Prurito anale
- Stipsi
- Diarrea
- Incontinenza fecale

#### Esami diagnostici
Oltre all'esame obiettivo, che viene completato attraverso l'anoscopia diversi sono gli esami strumentali specifici utilizzati:
- Ecografia endoanale
- Cinedefecografia
- Elettromiografia

#### Patologie correlate
- Sindrome del pubo-rettale
- Rettocele
- Prolasso del retto
- Malattia emorroidale
- Ragadi
- Ascesso anale
- Proctite
- Fistole
- Condilomi acuminati
- Tumori

### Sessualità
L'ano è ritenuto da molte culture una zona del corpo tabù, così come le pratiche sessuali a esso collegate, definite col termine di sesso anale.
Tali pratiche possono essere considerate una fonte di piacere sessuale, in quanto l'ano può essere considerato una zona erogena, tenendo conto dell'importante innervazione sensitiva della regione.